# Bosutinib
Bosutinib là một dược phẩm chống ung thư thường được sử dụng trong điều trị bệnh nhân ở lứa tuổi đã trưởng thành bị mắc bệnh bạch cầu tủy mãn tính có nhiễm sắc thể Philadelphia dương tính.
Bosutinib (rINN/ USAN; tên mã SKI-606, bán trên thị trường dưới tên thương mại Bosulif) có bản chất phân tử là phức hợp BCR-ABL chứa src tyrosine kinase ức chế sử dụng để điều trị bệnh bạch cầu nguyên bào tuỷ mạn tính. Ban đầu được tổng hợp bởi Wyeth, nó đang được phát triển bởi Pfizer. Nó đôi khi còn được sử dụng trong các loại ung thư hoặc bệnh bạch cầu khác với tư cách là một phần của các thử nghiệm lâm sàng.

## Cơ chế
Nó là một chất ức chế tyrosine-kinase Bcr-Abl cạnh tranh ATP với tác dụng ức chế bổ sung đối với kinase họ SRc (bao gồm Src, Lyn và Hck). Nó cũng cho thấy hoạt động chống lại các thụ thể cho yếu tố tăng trưởng có nguồn gốc tiểu cầu và yếu tố tăng trưởng nội mô mạch máu. Bosutinib đã ức chế 16 trong số 18 dạng Bcr-Abl kháng imatinib thể hiện trong các dòng tế bào myeloid ở chuột, nhưng không ức chế các tế bào đột biến T315I và V299L.
Bosutinib được chuyển hóa qua CYP3A4.

## Sử dụng trong y tế
Bosutinib đã nhận được sự chấp thuận của Cơ quan y tế châu Âu FDA của Hoa Kỳ và EU vào ngày 4 tháng 9 năm 2012 và ngày 27 tháng 3 năm 2013 để điều trị cho bệnh nhân trưởng thành mắc bệnh bạch cầu tủy xương mạn tính (Ph +) nhiễm sắc thể (C +) với kháng thuốc, hoặc không dung nạp với điều trị trước đó.

## Tác dụng phụ
Rất phổ biến (tần số> 10%): 
- Tiêu chảy (~ 82%)
- Biến cố tắc động mạch như đột quỵ hoặc đau tim (44% ở bệnh nhân mắc bệnh bạch cầu dòng tủy mãn tính).
- Buồn nôn
- Myelosuppression Bao gồm giảm tiểu cầu, thiếu máu, giảm bạch cầu và giảm bạch cầu.
- Nôn (~ 37%)
- Đau bụng
- Tăng ALT
- Tăng AST
- Phát ban
- Đau khớp (đau khớp)
- Sốt
- Phù
- Mệt mỏi
- Ho
- Đau đầu
- Giảm sự thèm ăn
- Nhiễm trùng đường hô hấp

Phổ biến (tần số 1-10%):
- Mẫn cảm với thuốc
- Mất nước
- Hyperkalaemia (kali máu cao)
- Hypophosphataemia (phosphat máu thấp)
- Chóng mặt
- Dysgeusia (cảm giác vị giác bị bóp méo)
- Tràn dịch màng tim
- Tràn dịch màng phổi
- QT kéo dài
- Khó thở
- Viêm dạ dày (sưng dạ dày)
- Nhiễm độc gan (rối loạn chức năng gan / tổn thương)
- Bất thường LFTs
- Nồng độ bilirubin trong máu tăng cao
- GGT tăng
- Mụn
- Ngứa
- Phát ban
- Đau cơ (đau cơ)
- Đau lưng
- Suy thận
- Đau ngực
- Đau đớn
- Yếu cơ
- Tăng lipase máu
- Tăng creatinine máu
- Tăng amylase máu
- Tăng creatine phosphokinase máu

Không phổ biến (tần số 0,1-1%):
- Mất bạch cầu hạt
- Phản ứng phản vệ
- Ù tai
- Viêm màng phổi
- Suy hô hấp
- Phù phổi cấp
- Tăng huyết áp động mạch phổi
- Cấp tính viêm tụy
- Xuất huyết tiêu hóa
- Chấn thương gan
- Erythema multiforme
- Erythroderma
- Phun thuốc
- Suy thận cấp
- Suy thận

### Chống chỉ định
Bosutinib có hai chống chỉ định tuyệt đối được biết đến, đó là: quá mẫn đã biết với bosutinib và suy gan.

### Tương tác
Bosutinib vừa là chất nền vừa là chất ức chế P-glycoprotein (P-gp) và CYP3A4. Do đó các chất ức chế P-gp và CYP3A4 có thể làm tăng nồng độ bosutinib trong huyết tương. Tương tự như vậy, thuốc gây cảm ứng CYP3A4 có thể làm giảm nồng độ bosutinib trong huyết tương. Nó cũng có thể làm thay đổi quá trình chuyển hóa và hấp thu (vào GIT bằng các tác dụng ức chế P-gp của nó) của các thuốc khác là cơ chất cho P-gp và CYP3A4.

### Gây ung thư và gây đột biến
Các nghiên cứu trên động vật sử dụng tới ba lần phơi nhiễm lâm sàng (về AUC) với bosutinib đã không chứng minh được bất kỳ tác dụng gây ung thư nào. Tác dụng gây đột biến và clastogen không được phát hiện trong ống nghiệm.

## Những vấn đề về chất lượng
Một số cổ phiếu thương mại của bosutinib (từ các nguồn khác ngoài vật liệu Pfizer được sử dụng cho các thử nghiệm lâm sàng) gần đây đã được phát hiện có cấu trúc hóa học không chính xác, khiến các kết quả sinh học thu được với chúng bị nghi ngờ.